# Rádio Nacional da China
A Rádio Nacional da China (CNR; chinês simplificado: 中央人民广播电台; pronúncia: [tʂʊ́ŋ.jɑ́ŋ ʐə̌n.mǐn kwɑ̀ŋ.pɔ́ tjɛ̂n.tʰǎɪ]) é a rede de radiodifusão nacional da China, sua sede é em Pequim. Faz parte do Grupo de Mídias da China.

## História
A emissora iniciou suas atividades com um transmissor de Moscou, inicialmente em Yan'an (延安), com o prefixo XNCR ("New China Radio"), e é a primeira emissora de rádio fundada pelo Partido Comunista Chinês em 1940.
No Ocidente, era conhecida como Yan'an New China Radio Station (chinês simplificado: 延安新华广播电台), transmitindo duas horas diárias de programação. Na China, era chamada de Yan'an Xinhua Broadcasting Station, começando a transmitir em 30 de dezembro de 1940.
No dia 25 de março de 1949, a emissora mudou seu nome pra Shanbei Xinhua Broadcasting Station (chinês simplificado: 陕北新华广播电台) depois de sair de Yan'an. Começou a operar em Pequim sob o nome de Peiping Xinhua Broadcasting Station (chinês simplificado: 北平新华广播电台).
Em 5 de dezembro de 1949, foi oficialmente inaugurada com o nome de Central People's Broadcasting Station, dois meses depois do estabelecimento da República Popular da China. A emissora transmitia diariamente 15.5 horas de programação.
Mao Zedong disse no dia 5 de maio de 1941 que todos os chineses deveriam ouvir a emissora. O "Central Press and Broadcasting Bureau" foi o responsável por instalar alto-falantes e receptores de rádio em todas as escolas, unidades do exército e organizações públicas e governamentais de todos os níveis.
Na década de 1960, 70 milhões de alto-falantes foram instalados, cobrindo 400 milhões de pessoas na área rural da China.
A Central People's Broadcasting Station transmitia também via rede de alto-falantes pendurados nos postes, interconectados via cabos de áudio. Fazia parte da ideologia de Mao distribuir "Políticas sob Demanda". Esta emissora foi a responsável por fazer propaganda da Revolução Cultural.
Mais tarde foi renomeada pra Rádio Nacional da China (CNR na sigla em inglês, China National Radio). Inaugurou novos estúdios em 1998.

## Relacionados
- Rádio Internacional da China
- CCTV

1. 1 2 3 4 5 6  Miller, Toby (2003). Television: Critical Concepts in Media and Cultural Studies.  Routledge Publishing.  ISBN 0-415-25502-3
2. 1 2  CNR website. "CNR website." CNR introduction. Retrieved on 2007-04-29.